# Jan Pawul
Jan „Yahu” Pawul (ur. 5 lipca 1952 w Dzierżoniowie) – polski DJ.

## Życiorys
Muzyką zainteresował się po obejrzeniu filmu Noc po ciężkim dniu (A Hard Day’s Night, 1964), z zespołem The Beatles w roli głównej.
Pracował jako DJ w latach 1969–2011. Był członkiem honorowym organizacji zrzeszających zawodowych DJ-ów: brytyjskiej The National Association of Disc Jockeys (NADJ) i amerykańskiej The National Association of Discothèque Disc Jockeys (NADD). W lutym 1972 roku w rubryce „Rytm i piosenka” miesięcznika Jazz ukazał się artykuł „Dziadek i ojciec Disc-jockeyów” autorstwa Pawula. Był to pierwszy tekst publicystyczny poświęcony scenie didżejskiej, który zamieszczono w polskiej prasie.
Pod koniec lat siedemdziesiątych, tuż przed wprowadzeniem w Polsce stanu wojennego, władze Krajowej Rady Prezenterów Dyskotek wydały Pawulowi „zakaz pracy w charakterze prezentera dyskotekowego”. Był prześladowany za zagraniczne kontakty zawodowe i masową korespondencję. W liście otwartym pisano: „Dziś ośmielony hochsztaplerskim sukcesem Jan Pawul, to w oczach zagranicznych instytucji i osób prywatnych z show bussinesu, najwybitniejszy polski prezenter, sterujący całym krajowym dyskotekowym interesem”. Współpracował między innymi z Barbrą Streisand, George’em McCrae i wytwórnią Casablanca Records. W tym czasie konfiskowano mu płyty promocyjne, przysyłane masowo przez firmy fonograficzne z zagranicy.
Także w latach siedemdziesiątych pisano o Janie Pawulu w prasie zagranicznej. W sierpniu 1975 roku w miesięczniku DeeJay and Radio Monthly ukazał się artykuł poświęcony jego karierze w Polsce. Inne czasopisma, w których napisano o Pawulu, to: Disco International and Club News, Disco Mirror, The Melting Pot, Disc Jockey & Radio Today. Włączony do „Disco DJ Hall of Fame”, muzeum muzyki disco, przez Marty’ego Angelo jako pierwszy i jedyny Polak.
W 1973 brytyjskie czasopismo DeeJay and Radio Monthly przyznało mu nagrodę dla najlepszego DJ-a roku. Trzykrotnie zdobył nagrodę Billboard’s International Disco Forum dla najlepszego disc jockeya z Polski (1976–1978). Otrzymał złotą płytę za masowe rozpowszechnianie i popularyzację w polskich dyskotekach singla „Dance, Dance, Dance (Yowsah, Yowsah, Yowsah)” zespołu Chic, a także platynową płytę za popularyzację singla „Ten Percent” grupy Double Exposure.
Pawul mieszkał między innymi w Los Angeles, Nowym Jorku i Seattle, gdzie nawiązał współpracę z amerykańskimi wytwórniami fonograficznymi. W latach 1993–1995 prowadził własną agencję modelingu. Pracował też jako specjalista do spraw transferu licencji fonograficznych.
W kwietniu 1998 roku jego felieton „Były sobie dyskoteki, byli też i prezenterzy” ukazał się na łamach Gazety Muzycznej.
Pisarz i publicysta, autor e-książek na temat polskiej i światowej historii dyskotek oraz DJ-ów (między innymi Silent Records, Discjockey: zdeptane marzenia). Autor ponad sześćdziesięciu blogów. Tony Hadland, pionier sceny DJ-skiej z Wielkiej Brytanii, dedykował Pawulowi rozdział swojej książki Double-Life Disc Jockey, wydanej w 2018 roku.

## Nagrody i wyróżnienia
- 1973: nagroda DeeJay and Radio Monthly dla najlepszego disc jockeya roku[19]
- 1976: nagroda Billboard’s International Disco Forum dla najlepszego disc jockeya polskiego[20]
- 1977: nagroda Billboard’s International Disco Forum dla najlepszego disc jockeya polskiego[21]
- 1978: nagroda Billboard’s International Disco Forum dla najlepszego disc jockeya polskiego[22]
- złota płyta za masowe rozpowszechnianie i popularyzację w Polsce singla „Dance, Dance, Dance (Yowsah, Yowsah, Yowsah)” zespołu Chic[23]
- platynowa płyta za masowe rozpowszechnianie i popularyzację w Polsce singla „Ten Percent” zespołu Double Exposure[24]

## Twórczość (wybór dokonań)
- Modelka profesjonalna: poradnik (1997)[2]
- Deejays (2016), ISBN 978-83-945523-2-9[33]
- Discjockey: zdeptane marzenia (2016), ISBN 978-83-945523-0-5[27]
- Silent Records (2016), ISBN 978-83-945523-1-2[26]
- Italian Disco History (2018), ISBN 978-83-945523-3-6[34]
- Yahudeejay: Trampled Dreams (2019), ISBN 978-83-945523-5-0[35]